# 1665 a tudományban
Az 1665. év a tudományban és technikában.

## Csillagászat
- II. Károly angol király megépítteti a greenwichi csillagvizsgálót.
- Giovanni Domenico Cassini meghatározza a Jupiter, Mars és Vénusz forgási sebességét.

## Technika
- Thomas Walgenstein dán matematikus feltalálja a laterna magicát.

## Halálozások
- január 12. - Pierre de Fermat francia matematikus (* 1601)